# Орлик (бронепоезд)
Бронепоезд «Орлик» — импровизированный бронепоезд, входивший в состав пензенской группы Чехословацкого легиона во время Гражданской войны в России. 

## История
Броневой поезд создан в Пензе 29 мая 1918 года. Первоначально на вооружении имелось 11 пулемётов и одна пушка. Бронированная часть сначала состояла из двух броневиков на платформах. 

Существует кинохроника 1919 года, на которой виден этот бронепоезд. 

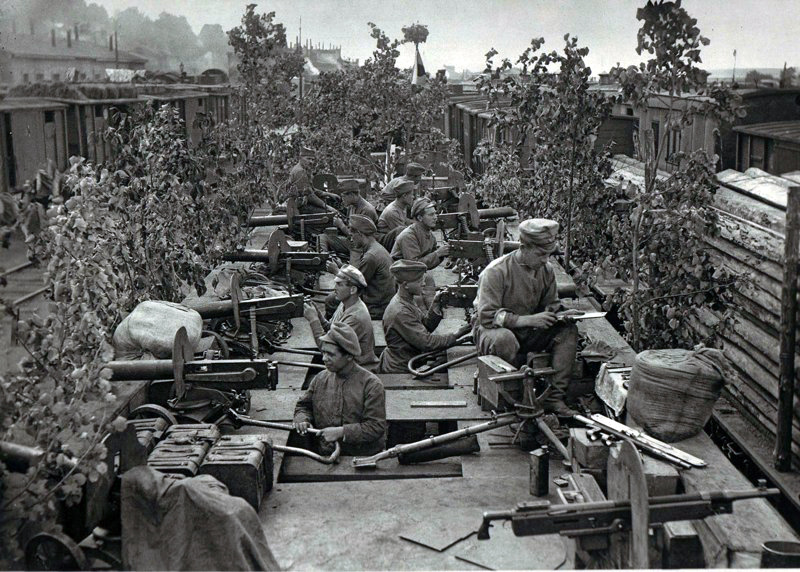
Чешский импровизированный бронепоезд «Орлик» пензенской группы. Уфа, июль 1918 г.
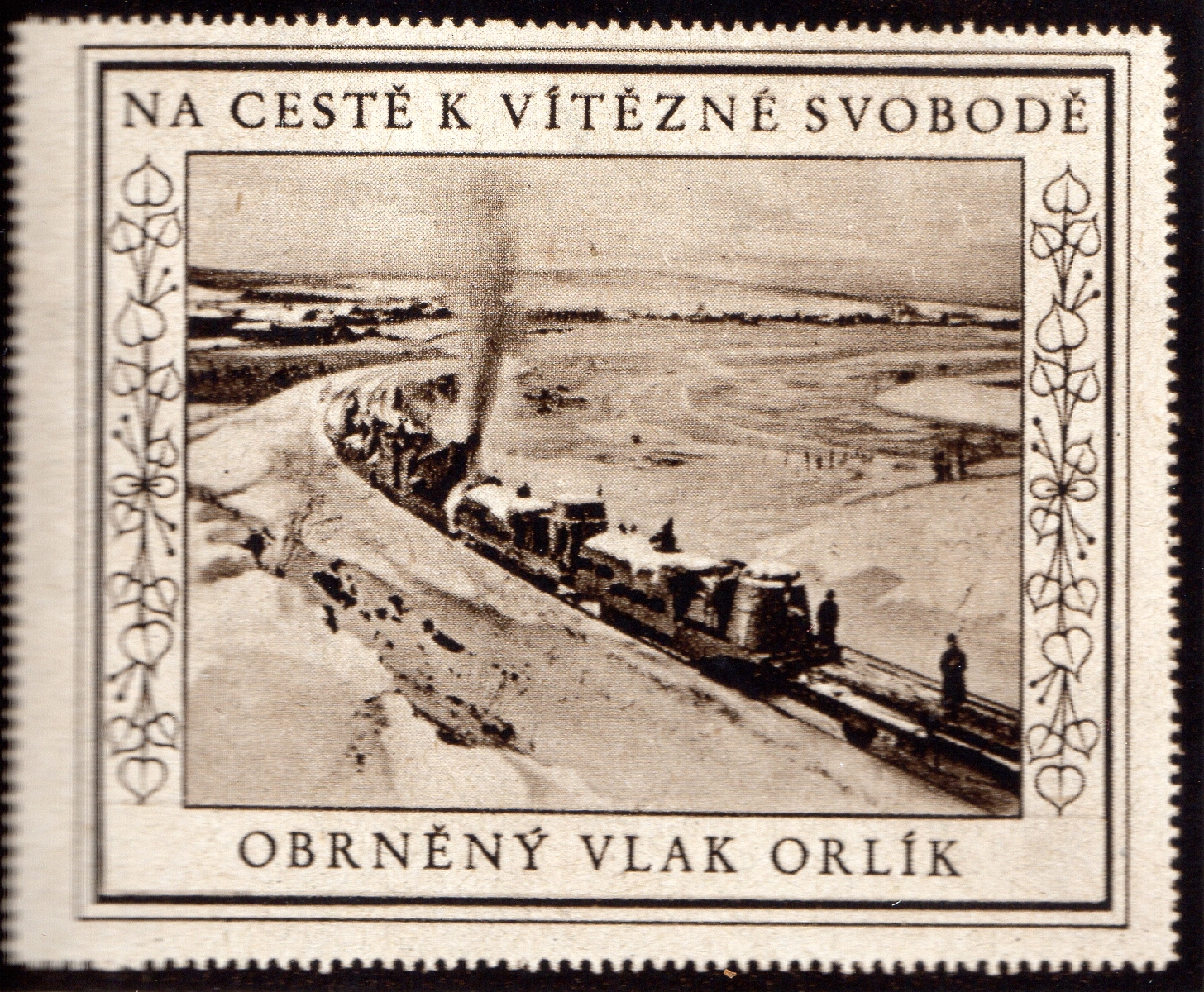
Бронепоезд «Орлик» (Сибирь, 1919)
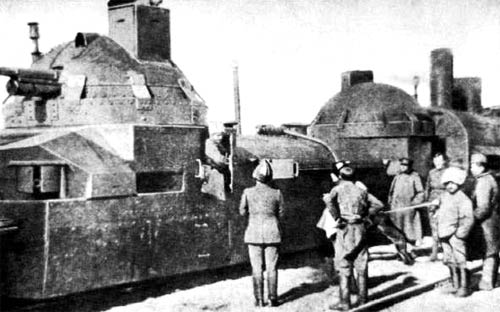
Мотоброневагон «Заамурец» с бронепоездом чехословацкого корпуса «Орлик», 1920 год.